# Marmosops neblina
Marmosops neblina là một loài động vật có vú trong họ Didelphidae, bộ Didelphimorphia. Loài này được Gardner mô tả năm 1990.